# Una vida difícil
Una vida difícil (títol original en italià: Una vita difficile) és una pel·lícula italiana dirigida per Dino Risi, estrenada el 1961. Ha estat doblada al català.

## Argument[2]
Durant la segona guerra mundial, el romà Silvio Magnozzi és resistent prop del llac de Como i participa en la redacció d'un diari clandestí. Mentre busca refugi en un hotel, és descobert per un alemany que vol afusellar-lo. És salvat de poc per Elena, la filla de la patrona de l'hotel. Aquesta l'amaga i s'enamoren. Alguns mesos més tard, Silvio reprèn el maquis. Un cop la guerra acabada, treballa com a periodista i en ocasió d'un desplaçament professional decideix trobar-la. Elena el segueix a Roma on es casen. Però les preses de posicions radicals de Silvio no porten diners i no tenen sempre de què menjar. Per la seva participació espontània en una temptativa d'insurrecció, Silvio és empresonat. Comença llavors la redacció d'una novel·la: Una vida difícil. A la seva sortida de la presó, ja no té treball i la mare d'Elena l'empeny a acabar els estudis. Quan suspèn l'examen final, abandona el domicili conjugal; Elena se’n va a Viareggio, on comença una vida independent amb un altre home. Acabada la seva novel·la, Silvio intenta publicar-la, sense èxit; decideix llavors trobar la seva dona a Viareggio, però està satisfeta de la nova vida fàcil que porta i no vol saber res més d'ell. Es troben encara a la Llombardia en el funeral de la mare d'Elena, on Silvio es presenta, per sorpresa de tothom, conduint un luxós cotxe. Assegura a la seva dona que ha modificat les seves idees i li diu que té ara una feina segura i rendible; Elena s'acaba convencent i el segueix encara una vegada a Roma. Silvio és ara l'"home per totes les feines" d'un ric home de negocis, però no durarà: una vesprada, cansat de les humiliacions, bufeteja i empeny el seu empresari a la piscina i, amb aquest gest, tant heroic com inconsiderat, reconquereix Elena.

## Repartiment
- Alberto Sordi: Silvio Magnozzi
- Lea Massari: Elena Pavinato
- Franco Fabrizi: Franco Simonini
- Lina Volonghi: Amalia Pavinato, la mare d'Elena
- Claudio Gora: el comandant Bracci
- Antonio Centa: Carlo, l'amic d'Elena
- Loredana Cappelletti: Giovanna, l'amiga d'Elena
- Mino Doro: Gino Laganà
- Daniele Vargas: Marqués Cafferoni
- Paolo Vanni: Paolino Magnozzi
- Alessandro Blasetti: ell mateix
- Vittorio Gassman: ell mateix
- Silvana Mangano: ella mateixa

## Comentari
Una vida difícil és un 
| « | petit fresc de quinze anys de vida italiana observats a través dels esforços i la fallida d'un periodista lluitant per als seus ideals democràtics. | » |

 La pel·lícula revesteix una certa importància perquè assumeix una perfecta transició entre l'esperit crític del Neorealisme i el d'irrisió i de crueltat irònica, pròpia a la comèdia a la italiana dels anys seixanta. Anticipa també pel·lícules-panorames, tenyides d'amargor, com Nous nous sommes tant aimés (1974) d'Ettore Scola.

Una vida difícil és doncs un 
| « | film balanç, un judici sense crida pronunciada contra una societat malalta de la qual el cineasta es converteix en el censor desencantat utilitzant tots els recursos de la sàtira. (...) Amb el retrocés i l'enllumenat de la situació contemporània d'Itàlia, el personatge del "commendatore" Bracci (Claudio Gora), home de negocis el poder del qual s'estira en tots els àmbits, pren un relleu singular, una inquietant anticipació sobre el pitjor que estava per venir | » |

, escrit amb a propòsit Jean A. Gili.

Els crítics, unànimes, assenyalen, una vegada encara, el paper d'Alberto Sordi. Freddy Buache considera que es tracta aquí 
| « | d'una de les millors composicions de Sordi, artista que no cal témer comparar, per la finesa del seu joc i l'expressió matisada de la psicologia, amb certs intèrprets inspirats que han regnat, en la belle époque, sobre les més memorables realitzacions americanes de paròdia poetica. | » |

 Quant a J. Lourcelles, pensa que s'ha de considerar, com a autors de la pel·lícula, també el realitzador Dino Risi, el seu guionista Rodolfo Sonego i l'actor Alberto Sordi. 
| « | Durant quaranta anys, Sordi, encarnant les seves esperances i les seves decepcions, ha elaborat per dir-ho així una verdadera biografia social del poble italià | » |

, assegura.